# 吳浣儀
吳浣儀（英語：Anna Ng Wun Yee，1956年7月13日—），原名吳婉儀、又名吳沅儀，香港女演員及節目主持。曾為無綫電視、佳藝電視、亞洲電視及香港電視網絡旗下藝人，近年則多替ViuTV及香港電台電視部拍攝電視劇，成為香港電視史上其中一位曾服務所有有持續自製原創電視劇之電視台的大滿貫藝人。藝名「吳浣儀」在她初出道時期所改；當時她獲算命師指點，為其原名「吳婉儀」添水，以補足五行缺水的情況。

## 背景
吳浣儀早年在九龍尖沙咀加連威老道的住宅成長。父親是一名商人，母親則為一名侍應。吳曾就讀嘉諾撒聖瑪利學校和嘉諾撒聖瑪利書院英文部，與陳潔靈為中學同學。在校時參與籃球運動，亦會參加舞台劇活動。中五畢業後打算當電視台幕後人員。另一方面想報讀酒店管理課程，於是獲身處美國的親戚索取有關的章程予她。期間她留意到無綫電視招考藝員的電視廣告，便於1973年報讀第二期無綫電視藝員訓練班，1974年畢業後正式簽約加入無綫電視。也與高志森、黎永強、黃百鳴等人參與青藝劇社的話劇演出。吳對演藝的興趣始於她小時候於尖沙咀樂宮戲院時常觀看電影。
在初出道階段，她因演出1974年無綫電視劇集《朱門怨》「三少奶」一角而為人認識。翌年為了愛情感情生活，加上參演《狂潮》的戲份不多，幕後人員又說了一些諷刺說話，促使她不與無綫續約。至1977年被挖角到佳藝電視參演《紅樓夢》一劇。同期經營歐美傢具生意。又與友人合組電影公司拍攝電影。其後由於與丈夫經營的旅行社生意情況一般而復出，她後來於1986年重返無綫電視，參演《季節》一劇，1991年離開。同年被亞洲電視以高薪挖角跳槽。直至2012年加入香港電視網絡。2017年起曾偶爾參演ViuTV的電視劇。入行多年，吳於2016年憑《五個小孩的校長》入圍第35屆香港電影金像獎「最佳女配角」獎提名之列。

## 個人生活
吳浣儀於1976年12月在加拿大下嫁張姓金融商人，婚後育有三女一子。而張氏已於2006年因癌症離世。

## 影視作品
*以下列表只記錄吳浣儀演出過的影視作品，若有遺漏，請協助補充相關資料。

### 電視劇（無綫電視）
| 首播   | 名稱           | 角色          | 備註                                  |
| 1974年 | 朱門怨         | 三少奶        |                                       |
| 1974年 | 啼笑因緣       | 表妹          |                                       |
| 1974年 | 香港風情畫     | 阿湄          | 單元《好彩》                          |
| 1975年 | 乘風破浪       | 袁瑛瑛        |                                       |
| 1975年 | 民間傳奇       | 春蘭 賈昌妻子 | 單元《花田錯》 單元《賈昌報恩三休妻》 |
| 1976年 | 民間傳奇       | 石榴          | 單元《四傑傳之三笑》                  |
| 1976年 | 狂潮           | Judy          |                                       |
| 1976年 | 少年十五二十時 | 江芳琪        |                                       |
| 1980年 | 紅顏           |               |                                       |
| 1987年 | 書劍恩仇錄     | 陶宮娥        |                                       |
| 1987年 | 季節           | 李亞順        | 飾演至1988年                          |
| 1988年 | 摩登小寶       | 甄澤之妻      |                                       |
| 1988年 | 大都會         | 順            |                                       |
| 1989年 | 相愛又如何     |               |                                       |
| 1989年 | 愛情三角錯     |               |                                       |
| 1989年 | 花月佳期       |               |                                       |
| 1989年 | 真情境界       |               | 單元：《天賜良緣》                    |
| 1990年 | 零點出擊       | 施容          |                                       |
| 1990年 | 我本善良       | 何玉冰        |                                       |
| 1990年 | 孖仔孖心肝     | 白麗          |                                       |
| 1990年 | 人在邊緣       | 林雪娥        |                                       |
| 1991年 | 不婚媽咪       | 龍敏兒        |                                       |
| 1991年 | 未婚爸爸       |               |                                       |
| 1991年 | 忠奸老實人     | 朱美霞        |                                       |

### 電視劇（亞洲電視）
| 首播   | 名稱                       | 角色              | 備註                                                                  |
| 1991年 | 豪門                       | 梅雪麗            |                                                                       |
| 1992年 | 點解阿sir係隻鬼            | 廖慧珠            |                                                                       |
| 1992年 | 摩登七十二家房客           |                   |                                                                       |
| 1992年 | 今裝戲寶之終歸有日龍穿鳳   | 龍母              |                                                                       |
| 1992年 | 死頂一族                   | 陳惠嫦            |                                                                       |
| 1993年 | 鐵咀雞與扭紋柴             |                   |                                                                       |
| 1993年 | 銀狐                       | 紅冰              |                                                                       |
| 1994年 | 碧血青天楊家將             | 楊四娘            |                                                                       |
| 1994年 | 郎心如鐵（又名：失落真心） | 江杏嫦            |                                                                       |
| 1994年 | 戲王之王                   | 梁嬌妹            |                                                                       |
| 1994年 | 洪熙官                     | 洪熙官母親        |                                                                       |
| 1995年 | 城中姐妹花2之子夜情人      |                   |                                                                       |
| 1995年 | 包青天                     | 乳娘 馬萬勝妻子   | 單元六：鐵丘墳（第34 - 40集） 單元十三：秋之武（第86 - 92集）         |
| 1995年 | 殭屍道長                   | 朱美蘭            |                                                                       |
| 1995年 | 九品芝麻官                 |                   |                                                                       |
| 1995年 | 有房出租之倫常劫           |                   |                                                                       |
| 1996年 | 千王之王重出江湖           | 呂拾三            |                                                                       |
| 1996年 | 再見艷陽天                 | 張大媽            |                                                                       |
| 1996年 | 我和春天有個約會           | 金美麗            |                                                                       |
| 1996年 | 飄零燕                     | 阿蘭              |                                                                       |
| 1997年 | 真相                       | 潘美雲            | 單元《奪命家庭》                                                      |
| 1997年 | 萬事勝意                   |                   |                                                                       |
| 1997年 | 著數一族                   | 施家鳳            |                                                                       |
| 1997年 | 包青天                     | 張金萍 李文謙母親 | 單元十七：鬼面人（第107 - 110集） 單元十八：三審狀元（第111 - 116集） |
| 1997年 | 肥貓正傳                   | 程秀雲            |                                                                       |
| 1997年 | 97變色龍                   | 阿嫦              |                                                                       |
| 1997年 | 天長地久                   | 倪繪雪            |                                                                       |
| 1997年 | 等著你回來                 | 唐李少芬          |                                                                       |
| 1998年 | 穆桂英                     | 楊四娘羅氏女      |                                                                       |
| 1998年 | 我來自廣州                 | 程吳氏            |                                                                       |
| 1998年 | 流氓·律師                  | 黎夏萍            |                                                                       |
| 1998年 | 我和殭屍有個約會           | 金姐              |                                                                       |
| 1999年 | 縱橫四海                   | 張學韻母親        |                                                                       |
| 1999年 | 英雄之廣東十虎             | 黃澄可母親        |                                                                       |
| 2000年 | 電視風雲                   | 沈偉年母親        |                                                                       |
| 2000年 | 美麗傳說                   | 王夏慧            |                                                                       |
| 2000年 | 香港一家人                 | 黎月嬌            |                                                                       |
| 2004年 | 愛在有情天                 | 斤嫂              |                                                                       |
| 2005年 | 喜有此理                   | 滕一菲            | 飾演至2006年                                                          |
| 2006年 | 大城小故事                 | 姜萍              | 飾演至2007年                                                          |
| 2007年 | 十六不搭喜趣來             | 江月霞            | 飾演至2008年                                                          |
| 2007年 | 靈舍不同                   | 忠嫂              | 飾演至2008年                                                          |
| 2010年 | 香港GoGoGo                 | 高加索            |                                                                       |
| 2010年 | 勝者為王                   | 李秋霞            |                                                                       |

### 電視劇（佳藝電視）
- 1977年：紅樓夢 飾 王熙鳳

### 電視劇（香港電視）
- 2015年：我阿媽係黑玫瑰 飾 朱師奶
- 2015年：歲月樓情 飾 翠姑

### 電視劇（ViuTV）
- 2017年：賤民20 飾 Z母
- 2018年：身後事務所 飾 茹惠慈
- 2019年：婚內情 飾 解籤師傅（第5、11集）
- 2019年：娛樂風雲 飾演 莊梅岩（第19-20集）
- 2020年：二月廿九 飾 李姐
- 2022年：百萬同居計劃 飾 仙姐
- 2024年：出租大叔 飾 飄飄婆婆
- 2025年：老是常出現 飾 貓嬸

### 電視劇（香港電台電視部）
- 1970年代：獅子山下
- 2002年：鐵窗邊緣
- 2010年：火速救兵 飾 周偉傑母親
- 2014年：總有出頭天 飾 梁永佳母親
- 2016年：女人多自在5 - 媽媽的單身假期 飾 嫲嫲
- 2016年：同行者 飾 何媽媽
- 2017年：獅子山下2017 - 當獅子山遇上陽明山 飾 阿蘭
- 2017年：手語隨想曲5 - 第5集《奇幻劇場》演出兼飾演 阿健母親
- 2020年：獅子山下2020 - 鶼鰈 飾 阿帶
- 2021年：格外樓神 - 樓上樓下 飾 六姨婆
- 2023年：獅子山下：我們之間（第二季） - 步兵 飾 麗金

### 電視劇（其他）
- 1996年：誰是兇手之碎屍 飾 曾太
- 2001年：小寶與康熙 飾 韋春花
- 2017年：反黑 飾 葉巧兒母親
- 2018年：蝕日風暴 飾 傻姑
- 2018年：東方華爾街 飾 勤姐
- 2018年：向西聞記 飾 May姐

### 舞台劇
- 2010年：《審死官》
- 2010年：《梁醒波與譚蘭卿》
- 2010年：《幽靈人間》
- 2011年：《情歸何處》
- 2015年：《澀青之我本善良》
- 2016年：《才子亂點俏佳人》
- 2017年：《誰來愛我》
- 2018年：《蓉姐做的湯圓》

### 電視電影
- 1990年：鐵窗雄淚（無綫電視）
- 1992年：鐳射劇場之賭神秘笈（亞洲電視）
- 1992年：一千靈異夜之孽緣十日（亞洲電視）

### 電影
- 1974年：香港七三 飾 氹妻
- 1974年：太平山下
- 1974年：街知巷聞
- 1974年：空中少爺
- 1974年：啼笑夫妻
- 1974年：天天報喜
- 1975年：醒目雙星香港淘金記
- 1975年：危險的十七歲
- 1975年：七彩滿天神佛
- 1975年：蠱惑佬尋春
- 1975年：陳夢吉計破脂粉陣
- 1975年：拍案驚奇
- 1976年：女人呢樣嘢
- 1978年：密十至尊
- 1978年：漩渦
- 1979年：林亞珍老虎魚蝦蟹 飾 拐子婦
- 1981年：不准掉頭 飾 四眼妹
- 1981年：打雀英雄傳
- 1982年：最佳拍檔 飾 玫瑰影相室老板娘
- 1982年：龍少爺
- 1982年：八十二家房客
- 1982年：佳人有約
- 1983年：少爺威威
- 1983年：空心大少爺
- 1984年：孖襟兄弟
- 1984年：鬼線人
- 1984年：多情種
- 1985年：龍鳳智多星
- 1985年：我願意
- 1986年：八喜臨門
- 1986年：冒牌大賊
- 1986年：開心鬼撞鬼
- 1987年：天賜良緣
- 1989年：吃一碗茶
- 1990年：天若有情 飾 舞女
- 1990年：愛的世界
- 1990年：都市煞星
- 1991年：贏錢專家
- 1991年：至尊無上II永霸天下
- 1992年：漫畫威龍
- 1992年：痴情快婿 飾 娥姐
- 1992年：逃學外傳
- 1993年：黃鶯大戰阿拉丁
- 1993年：剃刀情人
- 1995年：搶閘媽咪
- 1999年：千禧金瓶梅之淫奴李瓶兒
- 1999年：千禧金瓶梅之性娃伍月娘
- 1999年：千禧金瓶梅之淫聲浪語蕩梁山
- 1999年：千禧金瓶梅之片片淫花開
- 1999年：千禧金瓶梅之迷姦武二郎
- 1999年：千禧金瓶梅之風騷孽后趙春梅
- 1999年：千禧金瓶梅之西門慶慾火焚身
- 1999年：千禧金瓶梅之情逗李師師
- 1999年：千禧金瓶梅之我為嫂狂
- 1999年：千禧金瓶梅之天地淫絕豔雙娃
- 1999年：生命揸Fit人
- 1999年：香帥傳奇之天一神油
- 2000年：致命戀人
- 2000年：辣椒教室
- 2000年：兩隻衰鬼唔識死
- 2001年：現代女性
- 2001年：風水賭神
- 2001年：極度智能 飾 程姑娘
- 2001年：黑暗時代之無證妓女
- 2002年：陰陽路十七之監房有鬼
- 2002年：二人三足 飾 Cindy母親
- 2003年：江湖篇之大佬
- 2003年：真凶
- 2004年：公主復仇記 飾 健祖母親
- 2004年：男上女下
- 2004年：鬼井幽魂
- 2006年：傷城 飾 美斯修女
- 2015年：五個小孩的校長 飾 嫻姨
- 2015年：死開啲啦 飾 嫲嫲
- 2015年：男極探射燈
- 2017年：我要發達 飾 屈李露媚
- 2017年：鬼網 飾 趙子瑤母親
- 2019年：双魂 飾 馬宥心母親
- 2021年：遺愛 飾 寶姨
- 2021年：熱唱吧 飾 劉玉芳母親
- 2023年：白日之下 飾 鈴母
- 2024年：源生罪 飾 何玉華

### 參與節目
- 1970年代：歡樂今宵（演出；無綫電視）[14]
- 2016年：有誰共鳴（嘉賓；商業電台）
- 2018年：Good Night Show 全民星戰（嘉賓；ViuTV）
- 2020年：開工大吉77（嘉賓；奇妙電視）

### 音樂錄像
- 2017年：洪卓立《帶著骨灰去旅行》

## 歌曲
- 1976年：《十八鏟》（民間傳奇-四傑傳之三笑插曲）（收錄在「四傑傳之三笑」專輯）

## 獎項及提名
| 年份   | 頒獎單位             | 獎項       | 電影               | 角色 | 結果 |
| ------ | -------------------- | ---------- | ------------------ | ---- | ---- |
| 2016年 | 第35屆香港電影金像獎 | 最佳女配角 | 《五個小孩的校長》 | 嫻姨 | 提名 |

## 外部連結
- 吳浣儀的新浪微博
- 吳浣儀在香港影庫上的簡介